# Ateneu de Celrà
L'Ateneu de Celrà és una obra de Celrà (Gironès) protegida com a bé cultural d'interès local.

## Descripció
És una construcció de línies clarament modernistes, distribuïda en dos cossos. El primer, de majors dimensions, és una gran sala d'una sola planta i golfes que s'obre a l'exterior mitjançant una sèrie de finestrals allargassats a la façana, a banda i banda de la porta. Aquesta era abans una gran obertura d'arc rebaixat, però reformes posteriors la van empetitir i hi van construir una tribuna avançada a sobre, suportada amb dos pilars quadrangulars. La cornisa, inicialment amb un seguit de respiralls allargassats i avui cega, té la forma d'una elegant línia corba.
Adossat, hi ha l'edifici del bar, de menors dimensions, que s'obre a l'exterior amb una porta i dos finestrals laterals encabits en un gran arc de punt rodó. La segona planta, amb finestres quadrangulars, hi fou afegida més tard. El conjunt de l'Ateneu està lleugerament enlairat i s'hi accedeix per unes escales que menen a una terrassa amb balustrada. L'any 2007 va ser reformat totalment. Està catalogat al Pla especial de protecció de Celrà amb el número 63.